# Patti Hansén
För fotomodellen, se Patti Hansen.
Patrick "Patti" Hansén, född i 1970 i Vasa, Finland. Programledare för Morgonpasset i Sveriges Radio P3:s helgsändningar tillsammans med Malin Linneroth och Lovisa Håkansson. Patti har tidigare jobbat på YLE (bl.a. Radio X3M och FST5) och vikarierade sommaren 2005 på Christer. 
Patti vikarierar under sommaren och hösten 2009 som programledare på radioprogrammet Christer då den ordinarie programledaren Christer Lundberg är föräldraledig.